# Juni 2006
Portal Geschichte | Portal Biografien | Aktuelle Ereignisse | Jahreskalender | Tagesartikel

◄ |
20. Jahrhundert |
21. Jahrhundert

◄ |
1970er |
1980er |
1990er |
2000er
| 2010er | 2020er | 2030er | ►

◄ |
2002 |
2003 |
2004 |
2005 |
2006
| 2007 | 2008 | 2009 | 2010 | ►

◄ |
März 2006 |
April 2006 |
Mai 2006 |
Juni 2006 |
Juli 2006 |
August 2006 |
September 2006 |
►
Dieser Artikel behandelt tagesbezogene Nachrichten und Ereignisse im Juni 2006.

## Tagesgeschehen

### Donnerstag, 1. Juni 2006
- Mitteleuropa: Der diesjährige meteorologische Sommerbeginn ist außergewöhnlich kalt. In vielen Regionen Europas liegt die Temperatur seit Tagen um 10 °C unter dem langjährigen Durchschnitt, was die übliche statistische Schwankungsbreite um das Zwei- bis Dreifache übertrifft.
- Vereinigte Staaten: Die Vereinigten Staaten frieren die Finanzhilfe für Serbien und Montenegro ein. Schon im April 2004 und Januar 2005 wurde die Hilfe vorübergehend eingestellt beziehungsweise reduziert, weil der Staat in Südosteuropa die Zusammenarbeit mit dem Internationalen Strafgerichtshof für das ehemalige Jugoslawien in Den Haag verweigerte.[1]
- Wien/Österreich: Ein hochrangiges Außenminister-Treffen in der britischen Botschaft in Wien befasst sich mit der Iranischen Atompolitik. Die USA deuteten gestern erstmals die Möglichkeit direkter Gespräche mit dem Iran an, wenn dessen Regierung Entgegenkommen zeige. Die drei größten Länder der Europäischen Union stellen dem Iran wirtschaftliche Anreize für ein Einlenken in Aussicht.

### Freitag, 2. Juni 2006
- Moskau/Russland: Bei den Vorgesprächen zum G8-Gipfel in Sankt Petersburg sprechen sich die Delegationen für eine Anhebung der weltweiten Hilfe gegen die Krankheit AIDS aus. Hierfür stehen im laufenden Jahr 9 Milliarden US-Dollar bereit, im Jahr 2010 sollen es 23 Milliarden US-Dollar sein. Allein für Russland werden 1,5 Millionen AIDS-Kranke angenommen und auch im übrigen östlichen Europa nimmt die Zahl der Erkrankungen vergleichsweise stark zu.[2][3]

### Samstag, 3. Juni 2006

Flagge von Montenegro

- Kiel/Deutschland: Der THW Kiel wird zum 12. Mal deutscher Handballmeister. Dadurch zieht der THW als Rekordmeister mit dem VfL Gummersbach gleich, der dieses Jahr den 3. Platz nach Kiel und der SG Flensburg-Handewitt belegte.
- Podgorica/Montenegro: Zwei Wochen nach der Volksabstimmung beschließt das Parlament die Unabhängigkeit, womit die bisherige „Staatenunion“ mit dem größeren Serbien beendet wird. Montenegro war zuletzt vor der Besetzung durch Österreich-Ungarn im Jahr 1916 eigenständig. Erste Übergangsregelungen (u. a. für montenegrinische Studenten und für serbische Zweithaus-Besitzer) wurden bereits eingeleitet.
- Prag/Tschechische Republik: Bei der Parlamentswahl wird ein Kopf-an Kopf-Rennen der regierenden Sozialdemokraten und der demokratischen Bürgerpartei (ODS) erwartet.

### Sonntag, 4. Juni 2006
- Oberbayern/Deutschland: Der als „Problembär“ bekannte Braunbär JJ1 („Bruno“) taucht nach Sichtungen im Nordtiroler Oberinntal wieder in Oberbayern auf und reißt weitere Schafe.

### Montag, 5. Juni 2006

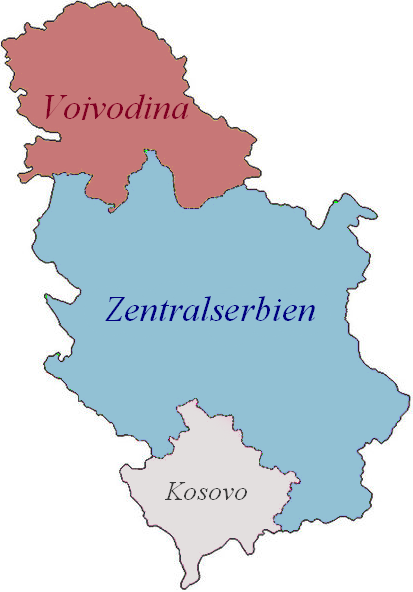
Serbien – der „Kosovo“ entspricht „Kosovo und Metochien“ im amtlichen Sprachgebrauch

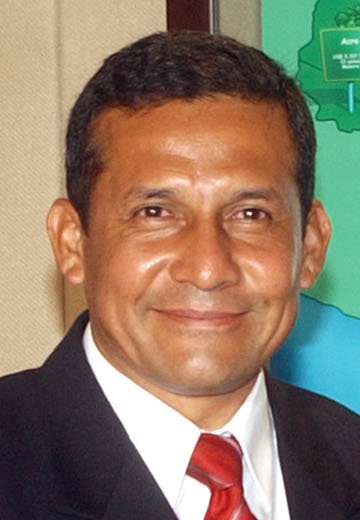
Ollanta Humala

- Belgrad/Serbien: Die parlamentarische Republik Serbien wird gegründet. Im Unterschied zu ihrem Vorgängerstaat besteht sie nur noch aus Zentralserbien, der Provinz Vojvodina sowie der Provinz Kosovo und Metochien, während Montenegro souverän ist.
- Chile: Vielerorts finden erneut Schülerdemonstrationen mit zehntausenden Teilnehmern statt, die sich gegen eine geplante Bildungsreform richten. In der Vorwoche wurden einige gewaltsame Demos von der Polizei aufgelöst und etwa 200 Personen festgenommen.[4]
- Lima/Peru: Die Stichwahl um die Präsidentschaft gewinnt der Sozialdemokrat Alan García mit 55 % der Stimmen gegen den Linksnationalisten Ollanta Humala. Nach ersten Analysen galt er vielen Wählern als kleineres Übel gegenüber dem Populisten Humala, dessen Partei allerdings im Parlament die bei weitem stärkste Kraft wurde.[5]
- Mogadischu/Somalia: Nach wochenlangen Kämpfen mit weit über 300 Toten erobert die „Miliz der Islamischen Gerichte“ die Hauptstadt Mogadischu. Erst in diesem Jahr hatten sich einige Warlords, die seit 1991 um die Herrschaft kämpfen, in der „Antiterror-Allianz“ ARPCT verbündet, die Bevölkerung traut aber eher den Islamisten, hinter denen der moslemische Klerus steht. Die USA sind nun besorgt, dass Somalia – wie seinerzeit Afghanistan – zum „sicheren Hafen“ für Terrorgruppen werden könnte.[6]

### Dienstag, 6. Juni 2006

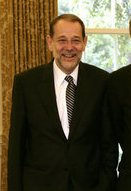
Javier Solana

- Berlin/Deutschland: Die „Readers Edition“ nach Vorbild der südkoreanischen Website OhmyNews wird online zugänglich gemacht. Die Plattform gehört zur Netzeitung und präsentiert von Privatpersonen verfasste Texte im Internet, nachdem diese von einer bezahlten Redaktion gegengelesen wurden.[7]
- Brasília/Brasilien: Teilnehmer einer großen Kundgebung der Landlosen-Bewegung in der brasilianischen Hauptstadt dringen in das Parlamentsgebäude ein, in dem gerade die Abgeordneten tagen. Etwa 400 Demonstranten werden verhaftet, 27 Polizisten verletzt. In Brasilien sind geschätzt 4,6 Millionen Bauernfamilien ohne Landbesitz und 26.000 Eigner verfügen über circa 50 % der Agrarfläche.
- Brüssel/Belgien: Der Ratssekretär der Europäischen Union Javier Solana bezeichnet nach seinen Verhandlungen in Teheran, wo er das am 1. Juni beschlossene „Wiener Angebot“ der Vetomächte der Vereinten Nationen (UN) übergab, die Reaktion des Iran als positiv. Dem Land soll Urankonversion zugestanden werden, zunächst drohte es wegen der Haltung der UN-Vetomächte mit dem Stopp seiner Erdöl-Exporte.[8]
- Palästinensische Autonomiegebiete: In der Frage der Anerkennung Israels verlängert der palästinensische Ministerpräsident Mahmud Abbas sein Ultimatum an die Terrororganisation Hamas um zwei Tage. Für den Fall, dass die Hamas nicht einlenkt, plant Abbas die Ansetzung einer Volksabstimmung über die Zweistaatenlösung. Eine solche Abstimmung soll zur Überwindung der politischen Blockade zwischen Fatah und Hamas führen.[9]

### Mittwoch, 7. Juni 2006
- Bagdad/Irak: Der Anführer der Al-Qaida im Irak Abu Musab az-Zarqawi wird bei einem gezielten Luftangriff auf ein Haus in Bagdad getötet.[10]

### Donnerstag, 8. Juni 2006
- China: Anhaltende Regenfälle der vergangenen Tage führen in den südchinesischen Provinzen Fujian, Guangdong und Guangxi zu den schlimmsten Überschwemmungen seit drei Jahrzehnten. Die amtliche Nachrichtenagentur Xinhua berichtet von insgesamt 75 Toten. Der wirtschaftliche Schaden in den betroffenen Regionen wird auf 3,15 Milliarden Yuan (300 Millionen Euro) beziffert.
- Wien/Österreich: Die Internationale Atomenergie-Organisation legt ihren Bericht über das Atomprogramm des Iran vor und stellt fest, dass „keine weiteren Fortschritte“ erzielt wurden.[11]

### Freitag, 9. Juni 2006

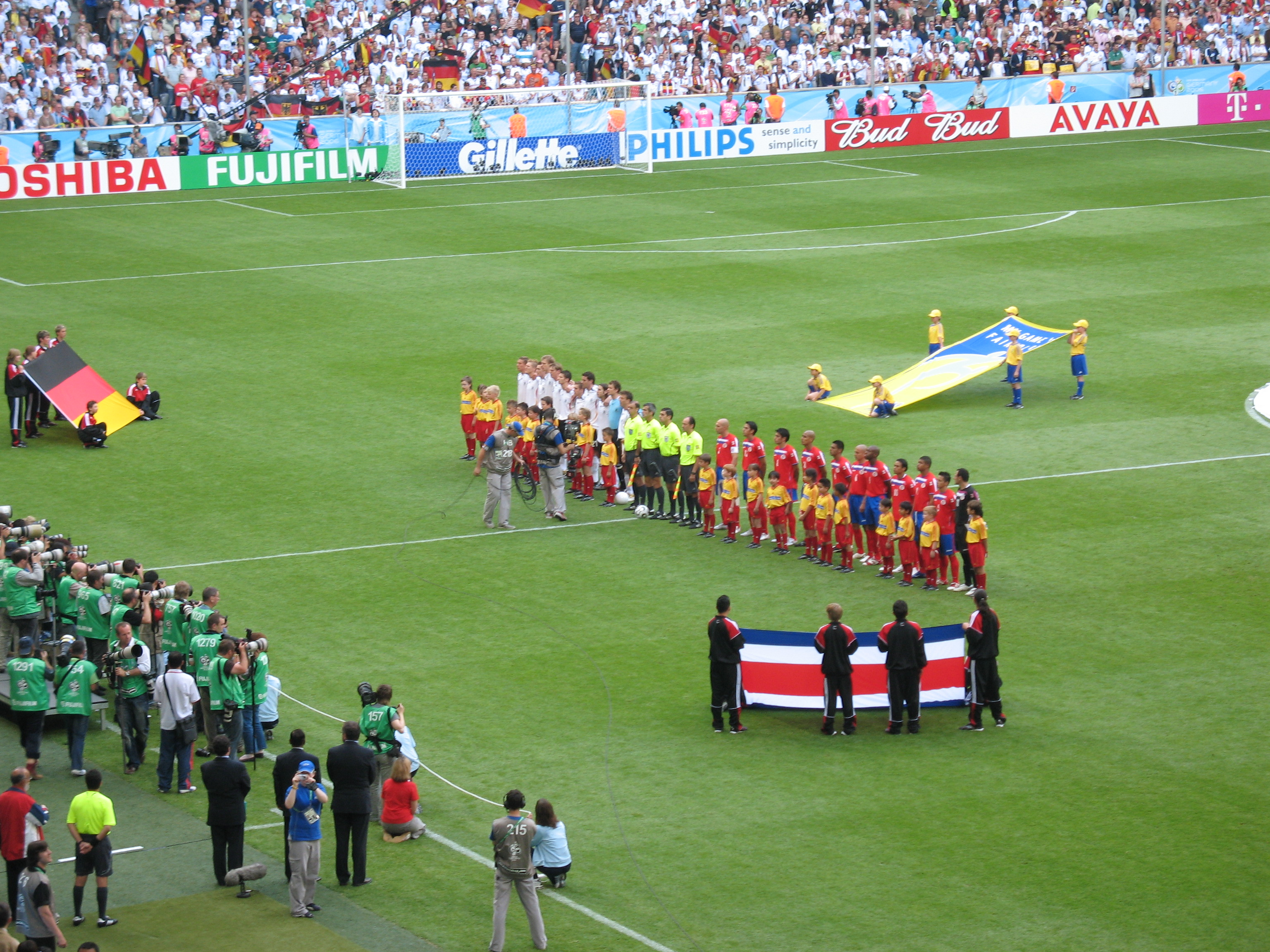
Deutschland – Costa Rica

- Gazastreifen/Palästinensische Autonomiegebiete: Der militante Flügel der Hamas kündigt, in Reaktion auf israelische Angriffe, die Waffenruhe mit Israel auf. In einem Luftangriff der israelischen Armee kam am Vortag der Sicherheitschef der Hamas, Dschamal Abu Samhadana, ums Leben. Durch weitere Artillerie- und Luftangriffe wurden 30 Personen verletzt und zehn Palästinenser getötet. Israel bezeichnet die Angriffe als Reaktion auf den wiederholten Beschuss seines Südens durch Kassam-Raketen.
- München/Deutschland: Mit der Partie Deutschland – Costa Rica beginnt die 18. Fußball-Weltmeisterschaft der Männer. In zwölf deutschen Städten werden 32 Nationen bis zum 9. Juli um den Titel spielen. Im ersten Spiel siegt Deutschland 4:2.

### Samstag, 10. Juni 2006

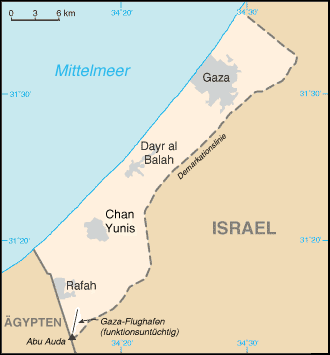
Karte des Gazastreifens

- Gazastreifen/Palästinensische Autonomiegebiete: Nach einem möglicherweise israelischen Angriff auf einen Strand im Gazastreifen kündigt die Hamas die Waffenruhe auf und feuert Kassam-Raketen auf Israel.
- Mailand/Italien: Ärzte bringen per Kaiserschnitt ein Baby zur Welt, dessen Mutter seit 78 Tagen hirntot war. Sie wurde auf Drängen des Vaters künstlich am Leben erhalten, um das Leben der Tochter zu retten. Stark absinkender Blutdruck machte den Kaiserschnitt nötig. Ein Sprecher des Vatikans begrüßte das Vorgehen der Ärzte.
- Moskau/Russland: Die Finanzminister der G8-Staaten treffen sich zu Beratungen für den kommenden G8-Gipfel im Juli in St. Petersburg. Im Mittelpunkt stehen Themen der Energiepolitik und die steigenden Rohölpreise. Zuvor hatte der russische Finanzminister Alexej Kudrin angekündigt, den Entwicklungsländern in Afrika Schulden in Höhe von 700 Millionen US-Dollar (553 Millionen Euro) zu erlassen.

### Sonntag, 11. Juni 2006
- Baleswar/Indien: Indien testet erfolgreich eine Mittelstreckenrakete. Die Boden-Boden-Rakete besitzt angeblich eine effektive Reichweite von circa 350 Kilometern und kann Kernsprengköpfe transportieren.[12]
- Guantanamo-Bucht/Kuba: Zwei Saudi-Arabier und ein Jemener werden am Samstagmorgen im Gefangenenlager auf der Guantanamo Bay Naval Base der Streitkräfte der Vereinigten Staaten erhängt in ihren Zellen gefunden. Es sind die ersten Selbstmordfälle seit dem Beginn der Nutzung des Lagers als Gefängnis im Januar 2002.

### Montag, 12. Juni 2006
- Ankara/Türkei, Brüssel/Belgien: In den Beitrittsverhandlungen mit der Türkei wird das erste – noch unproblematische – Verhandlungskapitel „Forschung und Wissenschaft“ abgeschlossen. Zuvor erreicht Zypern mit einer Blockadedrohung eine verschärfte EU-Forderung an die Türkei, die Zollunion auch auf Zypern anzuwenden und dessen Regierung anzuerkennen. Bisher verweigert Ankara dem griechischen Teil Zyperns den Zugang zu Schiffshäfen und zum Luftraum.[13]
- Beit Yehoshua/Israel: Ein Personenzug kollidiert auf dem Weg von Tel Aviv nach Haifa mit einem Lkw, der auf einem Bahnübergang steht. Fünf Insassen des Zugs kommen ums Leben und 81 weitere werden verletzt.[14]
- Luxemburg/Luxemburg: Die Außenminister der Mitgliedstaaten der Europäischen Union (EU) eröffnen die Beitrittsverhandlungen mit dem Land Kroatien, dem die EU-Ratsvorsitzende Ursula Plassnik Beitrittsreife bescheinigt. Der Beginn der Gespräche wurde Ende 2005 wegen des Widerstands des Vereinigten Königreichs aufgeschoben.[15]

### Dienstag, 13. Juni 2006

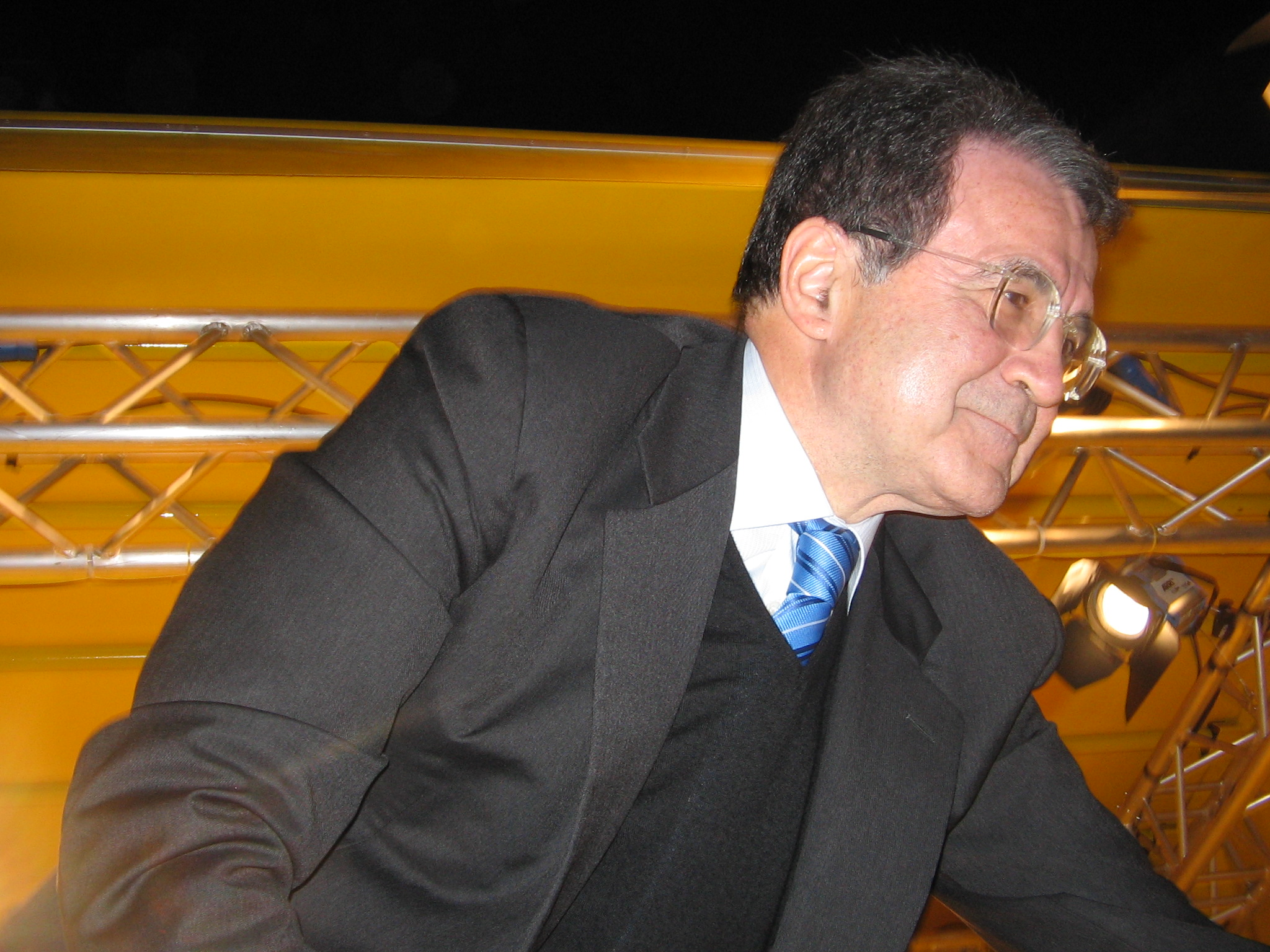
Romano Prodi

- Atlantik: Der Tropensturm „Alberto“ könnte sich zum frühesten Hurrikan der letzten 40 Jahre entwickeln. Seit der Sturm mit 110 km/h über Kuba hinwegfegte, nimmt er an Stärke zu, sodass Floridas Gouverneur Jeb Bush die Bevölkerung an der Küste aufrief, sich in Sicherheit zu bringen. Seit 1995 nehmen die Wirbelstürme in der Karibik zu, was Fachleute teils auf natürliche Zyklen, teils auf einen anthropogenen Klimawandel zurückführen.
- Gaza, Ramallah/Palästinensische Autonomiegebiete: Die Auseinandersetzungen zwischen Hamas-Milizen und dem Fatah-dominierten Sicherheitsdienst in Gaza drohen in einen Bürgerkrieg zu münden. Der politische Führer Mahmud Abbas versetzt die Truppen in höchste Alarmbereitschaft. In Ramallah protestieren Fatah-Anhänger gegen das robuste Vorgehen regierungstreuer Sicherheitskräfte und zünden das Parlamentsgebäude an, in dem zuvor ergebnislos über das von Abbas geplante Referendum debattiert wurde.[16]
- Straßburg/Frankreich: Das Parlament der Europäischen Union fordert die Schließung des US-Gefangenenlagers auf der Guantanamo Bay Naval Base auf Kuba. Die Bekämpfung von Terrorismus dürfe nicht auf Kosten von Menschenrechten und Rechtsstaatlichkeit gehen.
- Wien/Österreich: Italiens neuer Ministerpräsident Romano Prodi startet seine Antrittsbesuche bei den Regierungen der Mitgliedstaaten der Europäischen Union im derzeitigen Ratsvorsitzland Österreich und betont das gute Einvernehmen der beiden Staaten. Dass Bundeskanzler Wolfgang Schüssel seinem Vorgänger Berlusconi noch im April einen Wahlerfolg gewünscht habe, tue der Freundschaft keinen Abbruch. Prodis Priorität gilt laut Pressekonferenz der Europapolitik (die er auch in Paris und Berlin erörtern will), doch bezweifeln Beobachter die Stabilität seiner Regierung, die im Parlament nur eine knappe Mehrheit hat. Schüssel und Prodi heben die gemeinsame Verkehrs- und Umweltpolitik hervor. Am 30. Juni werde der Spatenstich zum Erkundungsstollen des Brennerbasistunnels erfolgen, dem ambitioniertesten Verkehrsprojekt der EU, das auch dem Schutz der Alpen diene. Das Projekt wird auf 7–8 Mrd. Euro geschätzt und von einigen Parteien und Wirtschaftsvertretern abgelehnt. EU-Koordinator Karel Van Miert hat unlängst 20 % Kostenbeteiligung zugesagt.[17]

### Mittwoch, 14. Juni 2006

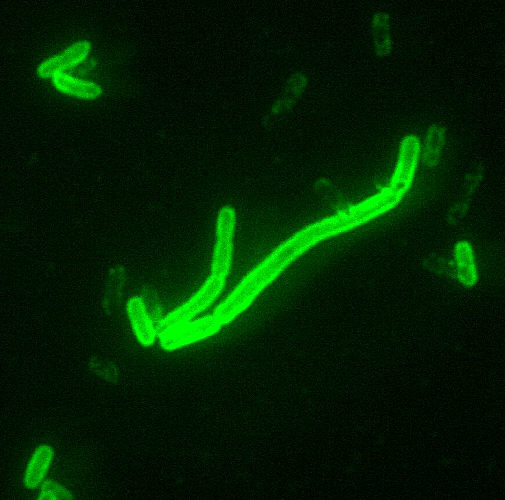
Pesterreger

- DR Kongo: Im Osten des Landes sind bei einem Ausbruch der Pest 100 Menschen gestorben. Experten der WHO zählen 100 Fälle von Lungenpest und bestätigen Infektionen mit Beulenpest in unbekannter Zahl.

### Donnerstag, 15. Juni 2006
- Kabul/Afghanistan: Mehr als 11.000 Soldaten der USA und ihren Verbündeten starten in Afghanistan die größte Militäroffensive seit dem Sturz der Taliban im Dezember 2001. Die Großoffensive „Mountain Trust“ wird laut Einschätzung der US-Streitkräfte den ganzen Sommer über andauern und sich gegen Stützpunkte der Taliban richten. Truppen der Bundeswehr sind nicht an dem Einsatz beteiligt.
- Sri Lanka: Bei einem Anschlag mit einer Mine auf einen vollbesetzten Bus werden mindestens 58 Menschen getötet und 45 weitere Passagiere verletzt.

### Freitag, 16. Juni 2006

Umsatzsteuersätze in Deutschland seit Einführung der Mehrwertsteuer im Jahr 1968

- Berlin/Deutschland: Der Bundesrat stimmt der umfangreichsten Steuererhöhung in der Geschichte der Bundesrepublik zu. Der Bundestag beschloss die Anhebung der Mehrwertsteuer von 16 % auf 19 % zum 1. Januar 2007 bereits im Vormonat.
- Brüssel/Belgien: Die Staats- und Regierungschefs der Mitgliedstaaten der Europäischen Union (EU) billigen bei ihrem Gipfeltreffen die Aufnahme Sloweniens in die Eurozone. Damit wird das Land als erstes jener zehn Länder, die der EU 2004 beitraten, im Januar 2007 die Währung Euro einführen.

### Samstag, 17. Juni 2006
- Bagdad/Irak: Mindestens 31 Menschen kommen in Bagdad bei Anschlägen ums Leben. Eine Autobombe tötet elf Menschen. Ein weiterer Sprengsatz im Zentrum der Stadt detoniert auf einem gut besuchten Marktplatz. Mehr als 50.000 irakische und 7.000 US-Soldaten suchen seit Mittwoch in einem von Ministerpräsident Nuri al-Maliki angekündigten Einsatz nach Aufständischen und Verdächtigen.
- Taipeh/Taiwan: Der annähernd 13 Kilometer lange, aus zwei Tunnelröhren bestehende Hsuehshan-Straßentunnel wird eröffnet.

### Sonntag, 18. Juni 2006

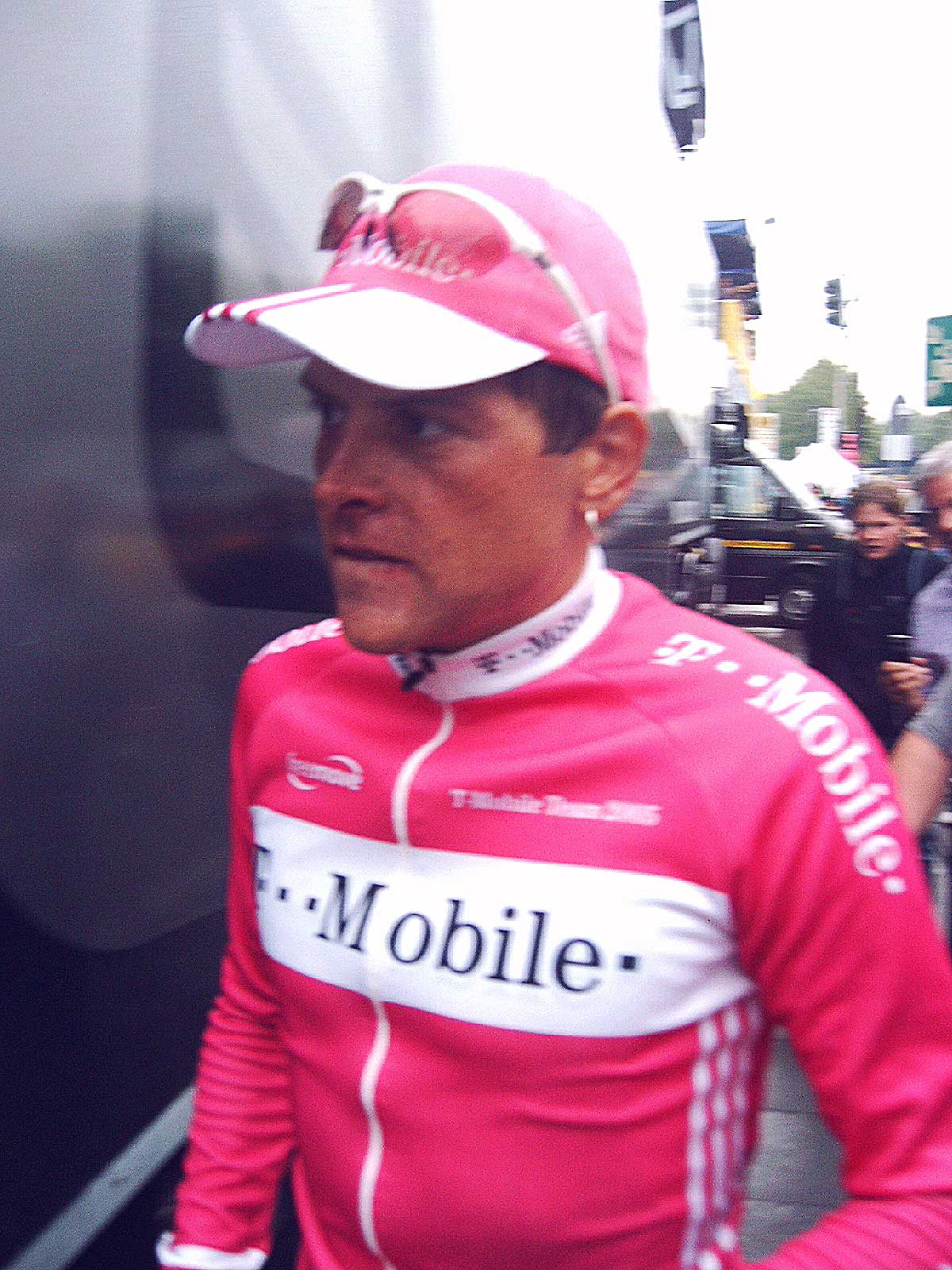
Jan Ullrich

- Bern/Schweiz: Der Deutsche Jan Ullrich gewinnt zum zweiten Mal die Rad-Rundfahrt Tour de Suisse.[18]
- Barcelona/Spanien: Die Wahlberechtigten in Katalonien stimmen über ein neues Autonomiestatut ab, das den Katalanen mehr Freiheit verschaffen soll. Von fünf Millionen Menschen stimmt bei einer Wahlbeteiligung von 49 % die deutliche Mehrheit von 74 % für mehr Kompetenzen für die wirtschaftlich starke Region, besonders bei der Verteilung ihrer Steuereinnahmen.

### Montag, 19. Juni 2006
- Glindenberg/Deutschland: Bei einem Verkehrsunfall mit einem Feuerwehrfahrzeug sterben in Sachsen-Anhalt vier junge Mitglieder der Freiwilligen Feuerwehr Wolmirstedt, fünf weitere werden zum Teil schwer verletzt.
- New York/Vereinigte Staaten: Der ehemalige Botschafter Ronald Lauder erwirbt im Namen der Neuen Galerie in Manhattan für 135 Millionen US-Dollar das Gemälde Adele Bloch-Bauer I des Malers Gustav Klimt. Damit ist es das teuerste Gemälde der Welt.[19]

### Dienstag, 20. Juni 2006

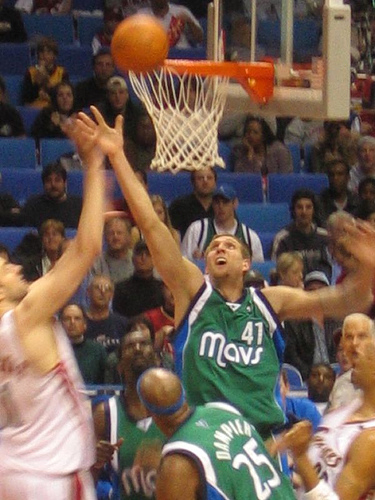
Dirk Nowitzki (Nr. 41)

- Dallas/Vereinigte Staaten: Im entscheidenden Finalspiel der amerikanischen Basketball-Profiliga NBA gewinnt Miami Heat 95:92 gegen die Dallas Mavericks. Es ist Miamis erster Sieg einer NBA-Saison seit Gründung des Vereins. Nach Detlef Schrempf 1996 spielte mit Dirk Nowitzki von den Mavericks erstmals wieder ein Deutscher um den Gewinn des weltweit bedeutendsten Titels im Basketball.[20]

### Donnerstag, 22. Juni 2006
- München/Deutschland: Das Unternehmen Allianz AG kündigt an, 7.500 Arbeitsplätze abzubauen (u. a. Aufgabe des Standortes Köln).

### Freitag, 23. Juni 2006
- New York/Vereinigte Staaten: Die Zeitung The New York Times meldet, dass die US-Regierung den internationalen Bankenüberweisungsknoten mit Namen „Society for Worldwide Interbank Financial Telecommunication“ (Swift) zur Abwehr von Terrorismus ausspionieren ließ.[21]

### Sonntag, 25. Juni 2006
- Luxemburg/Luxemburg: Die Direktoren des Unternehmens Arcelor (Stahlproduktion) stimmen einer Offerte des Konkurrenzunternehmens Mittal Steel zur Bildung eines neuen Unternehmens mit dem Namen ArcelorMittal zu.[22]

### Montag, 26. Juni 2006

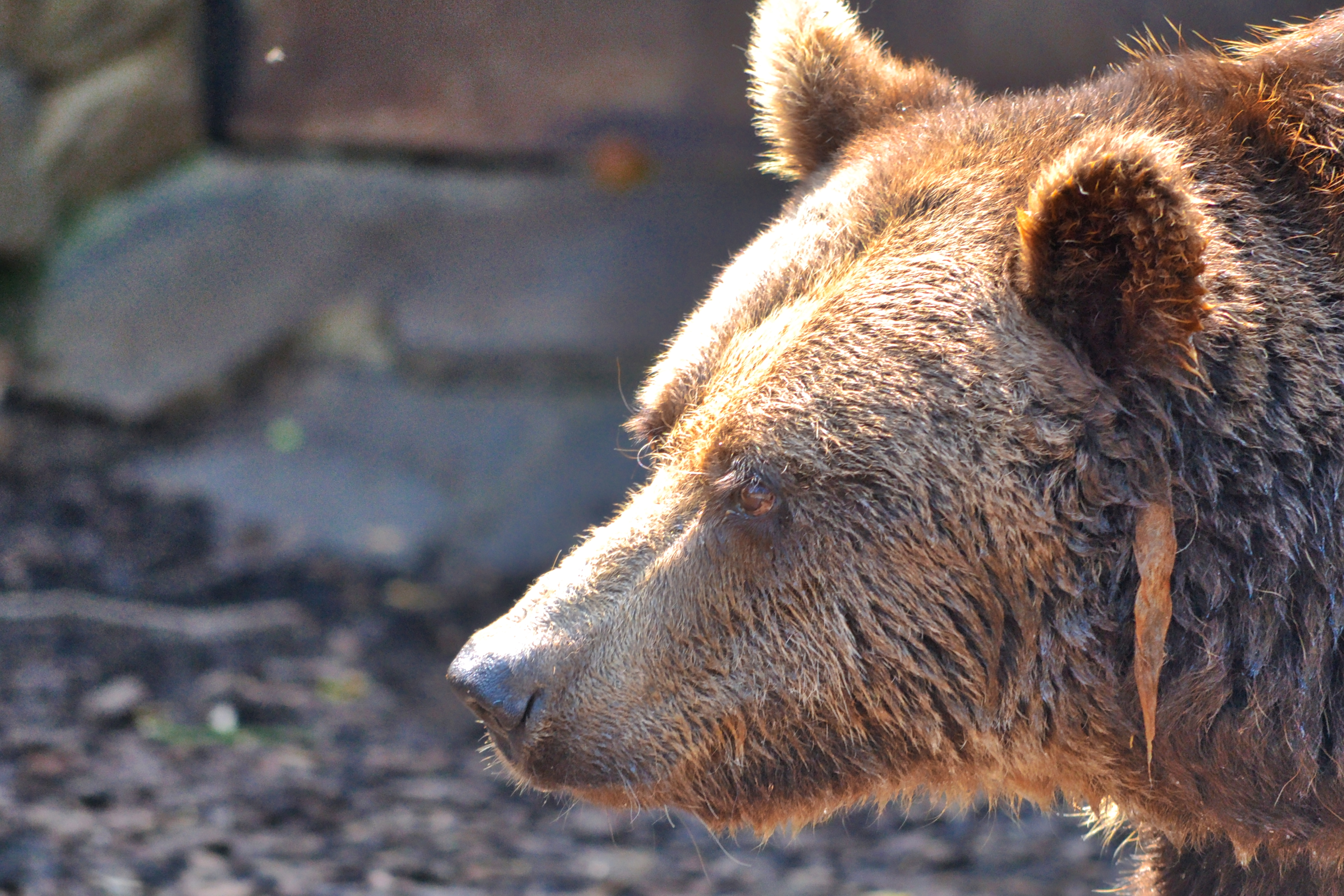
Ein ausgewachsener Braunbär

- Bayrischzell/Deutschland: Auf der 1.500 m hoch gelegenen Kümpflalm in der Nähe der Rotwand im Spitzingseegebiet töten zwei Jäger und ein Polizist in der Nacht zum 26. Juni 2006 den Braunbären JJ1, genannt „Bruno der Bär“, der im Mai von Italien über Tirol nach Bayern einwanderte und sich die Einstufung „Problembär“ erwarb. Ein Lungenschuss auf 150 m Entfernung erlegt das Tier.
- Phoenix/Vereinigte Staaten: Der Kupferkonzern Phelps Dodge erwirbt für 40 Milliarden US-Dollar zwei kanadische Bergbau-Firmen, Inco und Falconbridge.
- Rom/Italien: In einem Referendum lehnen die Italiener eine Reform der italienischen Verfassung ab.

### Dienstag, 27. Juni 2006
- Hanoi/Vietnam: Nguyễn Minh Triết wird mit 494 Stimmen (94,12 %) im Parlament zum Präsidenten von Vietnam gewählt.

### Mittwoch, 28. Juni 2006
- Gazastreifen/Palästinensische Autonomiegebiete: Mit der Operation Sommerregen beginnt in der Nacht zum 28. Juni mit dem Einzug der israelischen Streitkräfte in den Gazastreifen der Gaza-Israel-Konflikt.
- New York/Vereinigte Staaten: Der ehemalige Gliedstaat Jugoslawiens Montenegro wird 192. Mitglied der Vereinten Nationen.[23]
- New York/Vereinigte Staaten: Im Madison Square Garden findet der NBA-Draft 2006 statt. In zwei Runden werden jeweils 30 Spieler von NBA-Teams ausgewählt.

### Donnerstag, 29. Juni 2006

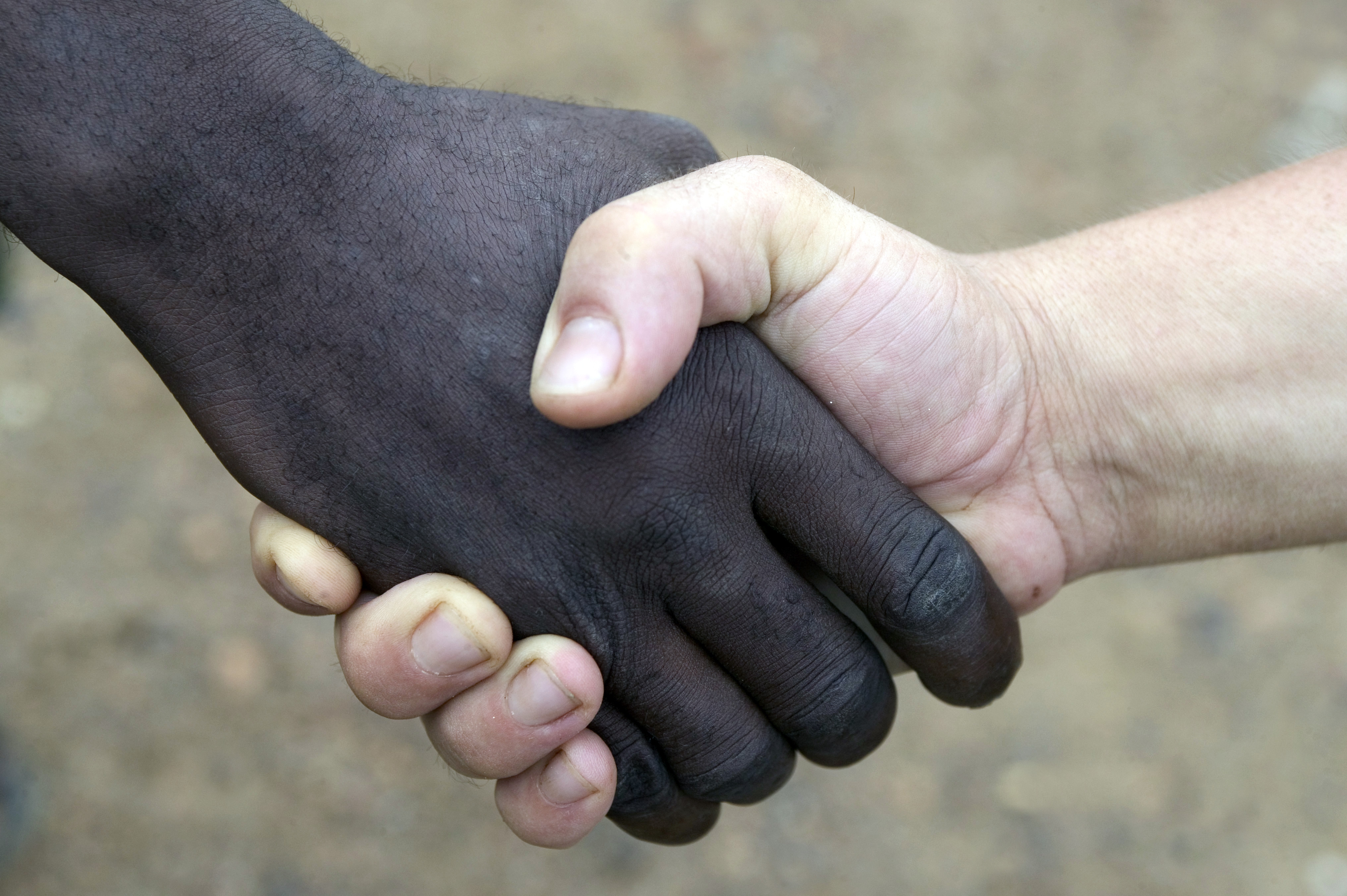
Das Gleichbehandlungsgesetz zielt u. a. auf rassistisch motivierte Benachteiligungen ab

Zweisprachige Ortstafel in Kärnten

- Berlin/Deutschland: Der Deutsche Bundestag beschließt ein Verbraucherinformationsgesetz für Lebensmittel und Bedarfsgegenstände, ein Allgemeines Gleichbehandlungsgesetz sowie ein Steueränderungsgesetz, das die Entfernungspauschale für berufsbedingtes Pendeln begrenzt und den Spitzensteuersatz auf 45 % ab einem Jahreseinkommen von 250.000 Euro festsetzt.
- Berlin/Deutschland: Das Gesetz über die Deutsche Nationalbibliothek, das die Umbenennung der „Deutschen Bibliothek“ in „Deutsche Nationalbibliothek“ regelt und deren Sammelauftrag im Bereich Online-Publikationen definiert, tritt in Kraft.[24]
- Österreich: Die Regierungsparteien ÖVP und BZÖ geben eine Einigung im Ortstafelstreit bekannt und ebnen den Weg für die Verordnung der Bundesregierung über die Bestimmung von Gebietsteilen im Land Kärnten, in denen topographische Bezeichnungen und Aufschriften sowohl in deutscher als auch in slowenischer Sprache anzubringen sind.[25]

### Freitag, 30. Juni 2006
- Den Haag/Niederlande: Der Regierungschef Jan Peter Balkenende (CDA) tritt zurück.
- Washington, D.C./Vereinigte Staaten: US-Präsident George W. Bush erleidet vor dem Obersten Gerichtshof eine Niederlage zur rechtlichen Behandlung der Guantanamo-Gefangenen.

## Weblinks

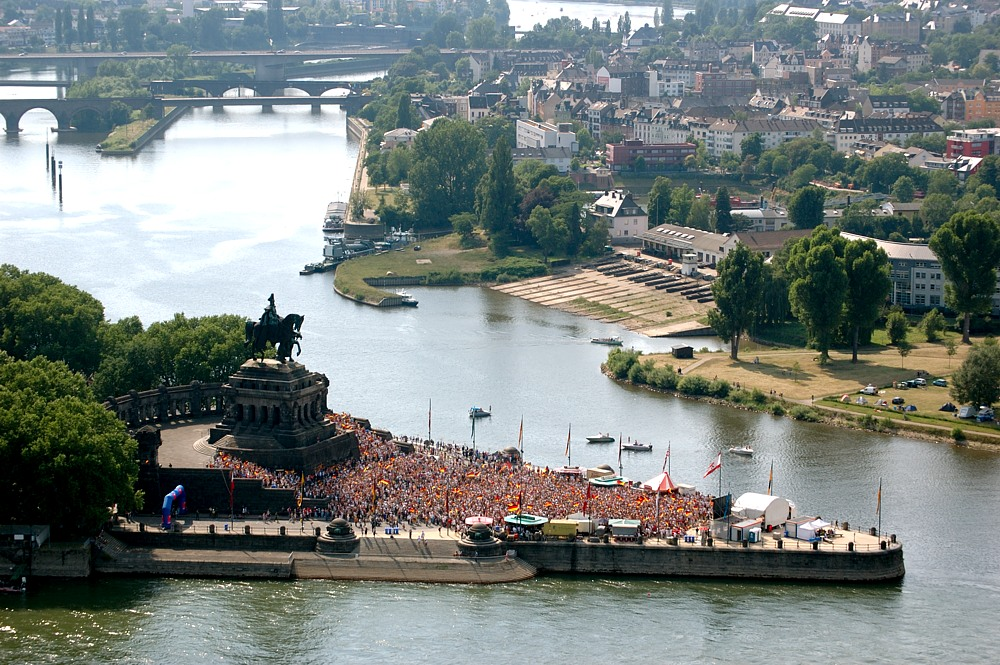
Rheinland-Pfalz im Juni 2006